# Terrapene coahuila
Terrapene coahuila är en sköldpaddsart som beskrevs av  Schmidt och Owens 1944. Terrapene coahuila ingår i släktet dossköldpaddor, och familjen kärrsköldpaddor. IUCN kategoriserar arten globalt som starkt hotad. Inga underarter finns listade.. Arten kallas ibland akvatisk dossköldpadda eftersom de tillbringar 90% av sin tid i vattnet.
Arten är endemiskt till Cuatro Ciénegas området i Coahuila, Mexiko där de lever i träsk och dammar. T coahuila lever inom ett område som är ca 800 km² stort. Det finns flera skilda populationer inom området. Den hittas vanligen i grunt vatten med en mjuk lerig botten och mycket vegetation.
Denna sköldpaddsart är allätare. De äter t.ex. växter, insekter, fisk och kräftdjur. Eleocharis arter utgör en mycket viktig del av deras diet.